# Adriana Contino
Adriana Contino (* 1954) ist eine US-amerikanische Cellistin.

## Leben und Wirken
Contino ist die Tochter der Dirigentin Fiora Contino und des Klarinettisten Joseph Contino. Sie studierte bis 1976 an der Indiana University bei Janos Starker und wurde von Musikern wie György Sebők, Joel Krosnick, Arleen Auger und Julius Herford gefördert. Sie wurde das jüngste Mitglied des Pittsburgh Symphony Orchestra. Seit 1980 spielte sie bei den Bach Chamber Soloists. Von 1987 bis 1991 war sie Erste Cellistin des Stuttgarter Kammerorchesters und des Bach-Collegium Stuttgart unter Helmuth Rilling, mit denen es auch zu Konzertreisen und Aufnahmen kam. Außerdem trat sie u. a. mit dem New York Chamber Orchestra, dem Brooklyn Philharmonic Orchestra, der Group for Contemporary Music, dem New York New Music Ensemble und dem Jazzensemble String Fever und unter Dirigenten wie Robert Shaw, Dennis Russell Davies, Lukas Foss, Rafael Kubelík, Trevor Pinnock, Ferdinand Leitner und William Steinburg auf. In einem Improvisationsduo mit dem Pianisten Richard Shulman entstand 1989 das Album New Beginnings. Sie arbeitet in einer Duo- bzw. Trioformation mit Jean-Louis Haguenauer.
Von 1991 bis 2012 war Contino Professorin für Cello, Barockcello und Kammermusik an der Hochschule für Musik Freiburg. Sie lebt in Indianapolis und ist seit 2014 Visiting Professor an der Anderson University.